# Isao Kawamoto
Isao Kawamoto (jap. 河本勲 Kawamoto Isao) - japoński zapaśnik w stylu klasycznym. Zajął siódme miejsce na mistrzostwach świata w 1987. Złoty medal w mistrzostwach Azji w 1987. Pierwszy na super-mistrzostwach świata i czwarty w Grand Prix Niemiec w 1985 roku.